# Coffee house

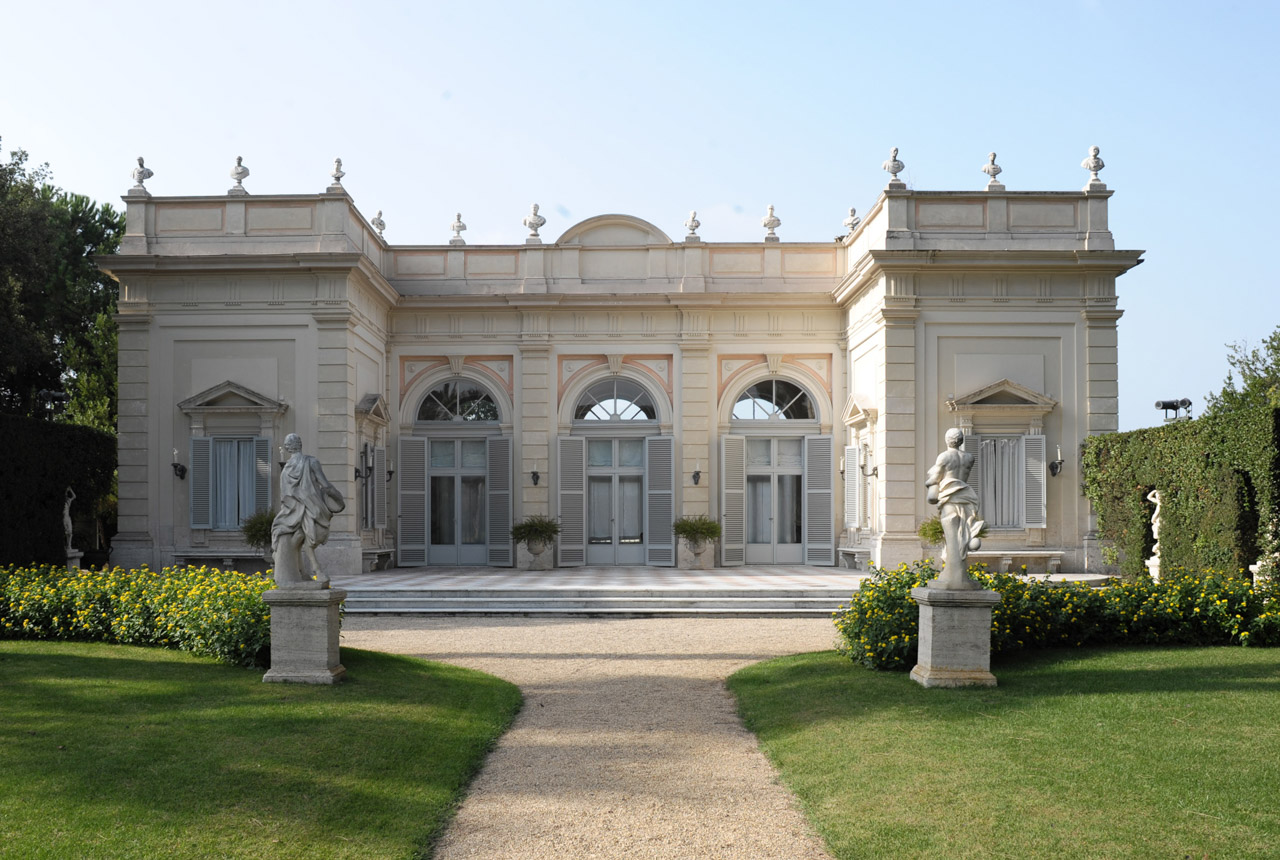
La Coffee House del Palazzo del Quirinale

Col termine inglese di coffee house (o talvolta col termine tedesco di Kaffeehaus o, meno frequentemente in italiano, "casino del caffè") si definisce una struttura diffusasi nei giardini dell'aristocrazia europea a partire dal Settecento. In taluni ambiti, la struttura venne indicata anche col nome di tea house.

## Storia

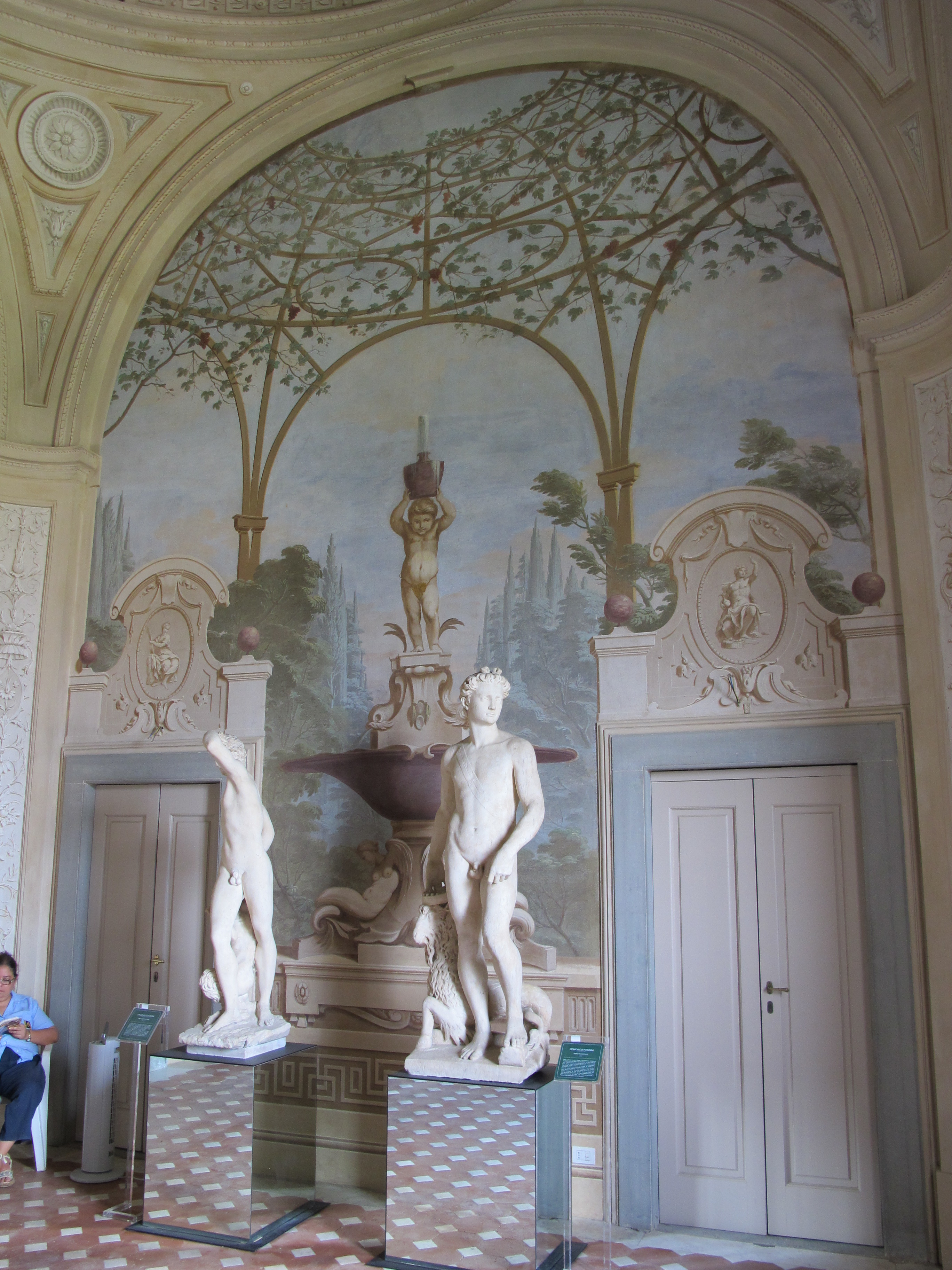
Interno della sala al pian terreno della Kaffeehaus del Giardino di Boboli di Palazzo Pitti a Firenze.

Il Settecento fu il "periodo d'oro" dei caffè europei, quando cioè non solo la bevanda ad essi associata, ma anche la sua distribuzione divenne sempre più frequente. Pur essendo i caffè nelle città dei tipici luoghi di ritrovo dedicati alla borghesia (la quale con essi si opponeva ai salotti dell'aristocrazia e alle osterie e birrerie di stampo squisitamente popolare). I caffè, proprio nel Settecento, iniziarono a divenire sempre più luogo di ritrovo e di socializzazione.
In risposta alla diffusione di questi luoghi, l'aristocrazia, partendo dal modello dell'architettura inglese dell'epoca (motivo per cui queste strutture divennero note col nome anglofono di coffee house), iniziò a realizzare delle proprie "sale da caffè" all'interno delle residenze, con lo scopo di deputare un luogo preciso ove svolgere attività e socializzare davanti alla nuova bevanda introdotta, oppure cioccolata, in tazza. Già nella prima metà del medesimo secolo, ad ogni modo, divenne sempre più pressante la necessità di realizzare un vero e proprio edificio privato per il padrone di casa, isolato all'interno del giardino, di modo da fornire la necessaria discrezione per accogliere e ricevere ospiti di riguardo lontano dalle formalità, dallo sfarzo e dal cerimoniale, in particolare nelle corti sovrane. Spesso, come le gloriette o i belvedere, era posta in un punto panoramico dei giardini e forniva frescura e ombra in estate, ma la presenza al suo interno di camini ne permetteva il prolungamento dell'utilizzo anche durante la stagione invernale.
Tra i primi esempi europei di questa tipologia di edificio, oltre alla fiorentina Kaffeehaus del Giardino di Boboli presso Palazzo Pitti, vi furono certamente le romane Coffee House di Palazzo Colonna e la Coffee House del Quirinale. Quest'ultima in particolare venne fatta costruire da papa Benedetto XIV tra il 1741 ed il 1744: qui il pontefice ricevette in udienza, tra gli altri, re Carlo III di Borbone. Altri esempi di tali architetture in Italia si trovano presso la Villa Pisani di Stra, Villa Durazzo-Pallavicini a Genova Pegli, Villa Annoni a Cuggiono nel milanese. Tra gli esempi più significativi al di fuori della penisola, si ricorda la Coffee House del Giardino d'Estate voluta dallo zar Pietro I il Grande a San Pietroburgo.

## Struttura
La struttura delle coffee house poteva essere molto varia a seconda del contesto in cui era inserita o della tipologia di giardino, nonché dell'esposizione al sole dell'edificio. Poteva essere composta da un semplice padiglione oppure divenire una vera e propria struttura d'abitazione. Normalmente essa era comunque composta da una struttura ad ampie vetrate per consentire alla luce esterna di entrare all'interno degli ambienti. Accanto a grandi sale uniche, si trovavano spesso piccoli salottini di ristoro o addirittura camere da letto per permettere brevi soggiorni nei periodi più favorevoli.
L'arredamento interno delle sale delle coffee house era essenziale, composto in prevalenza da sedie, divani e tavolini per la consumazione del caffè e per il dialogo.

## Galleria d'immagini

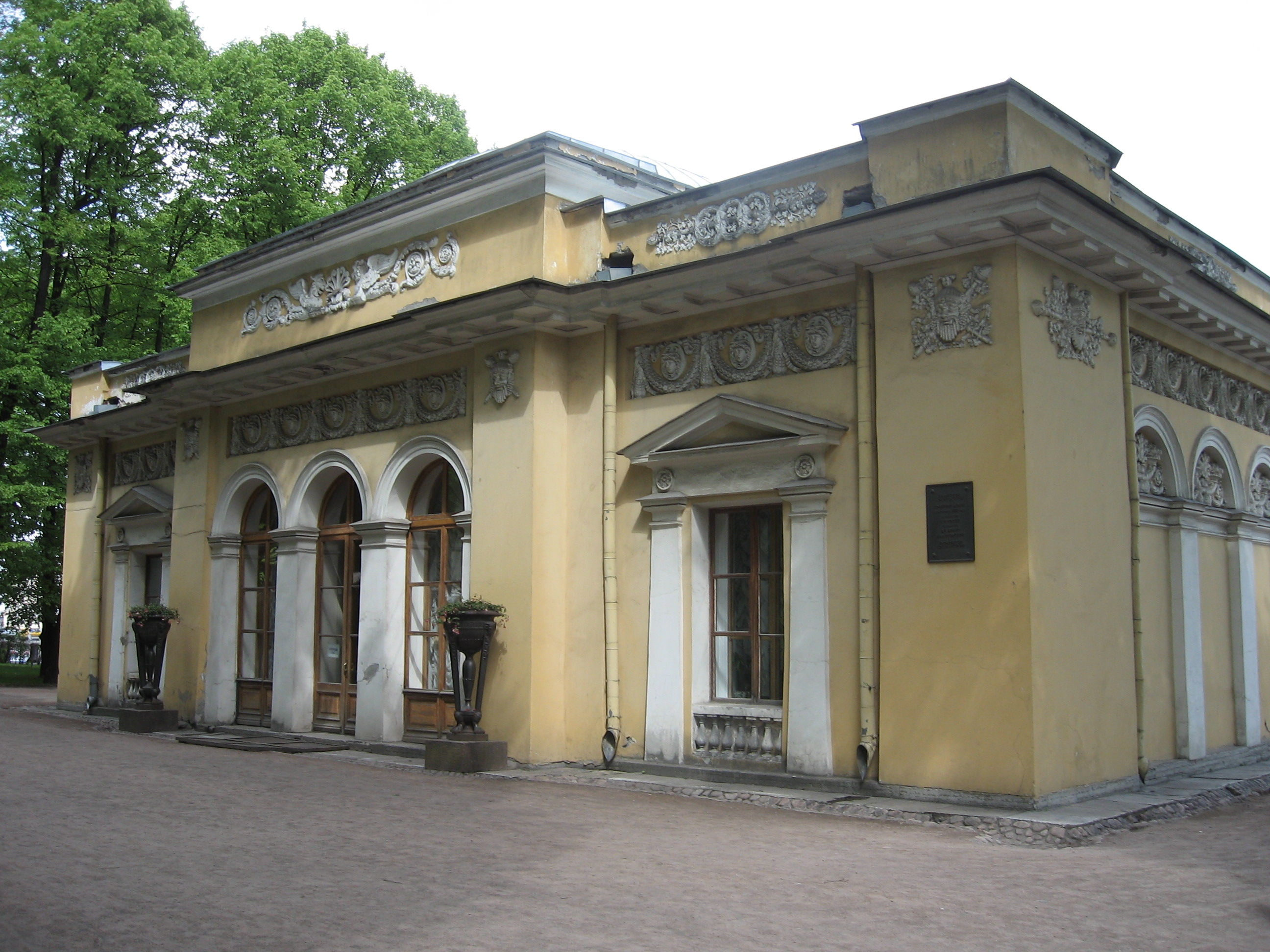
La coffee house del Giardino d'Estate di San Pietroburgo, Russia, XVIII secolo
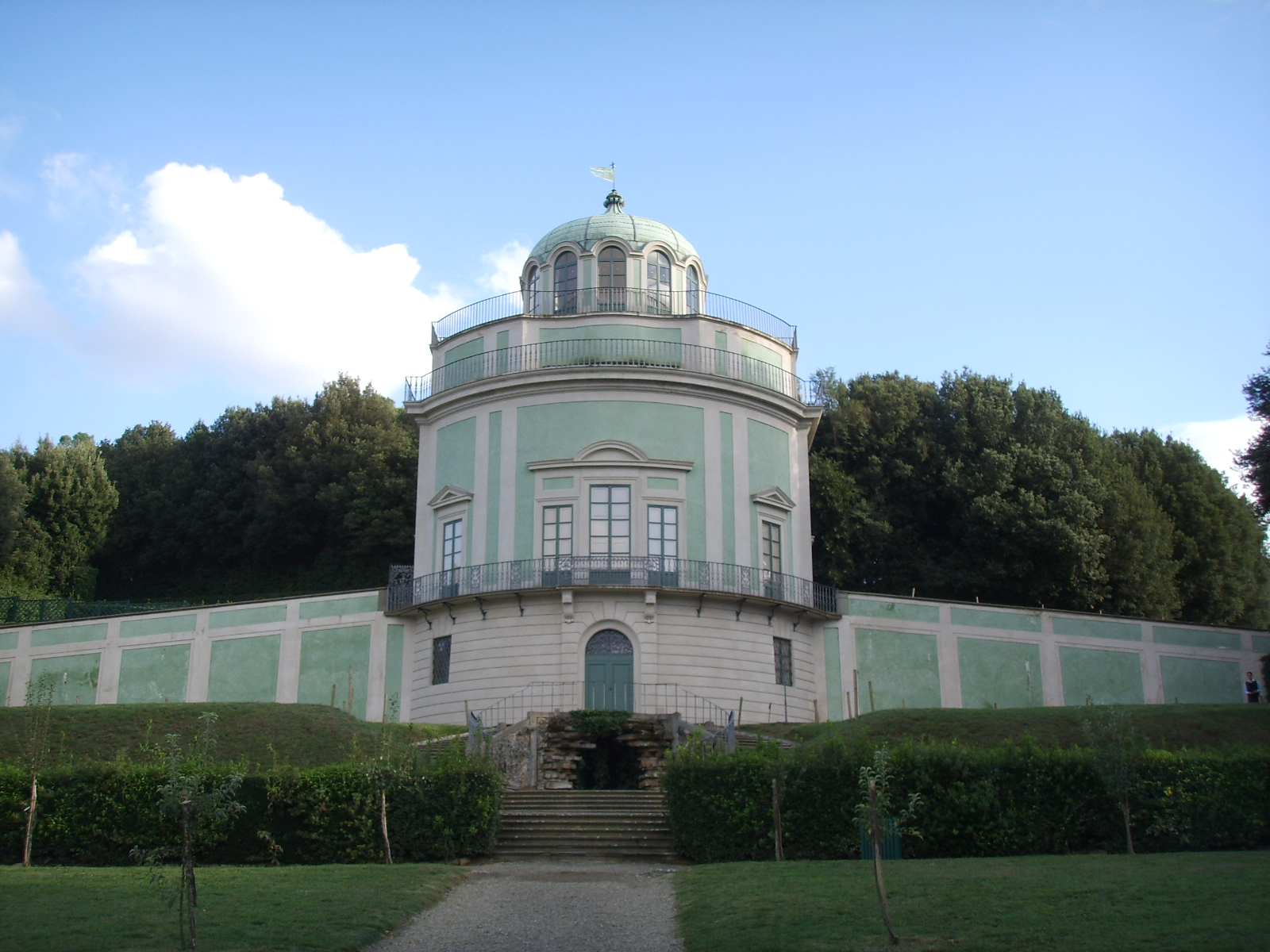
La Kaffeehaus del Giardino di Boboli, Palazzo Pitti, Firenze, XVIII secolo
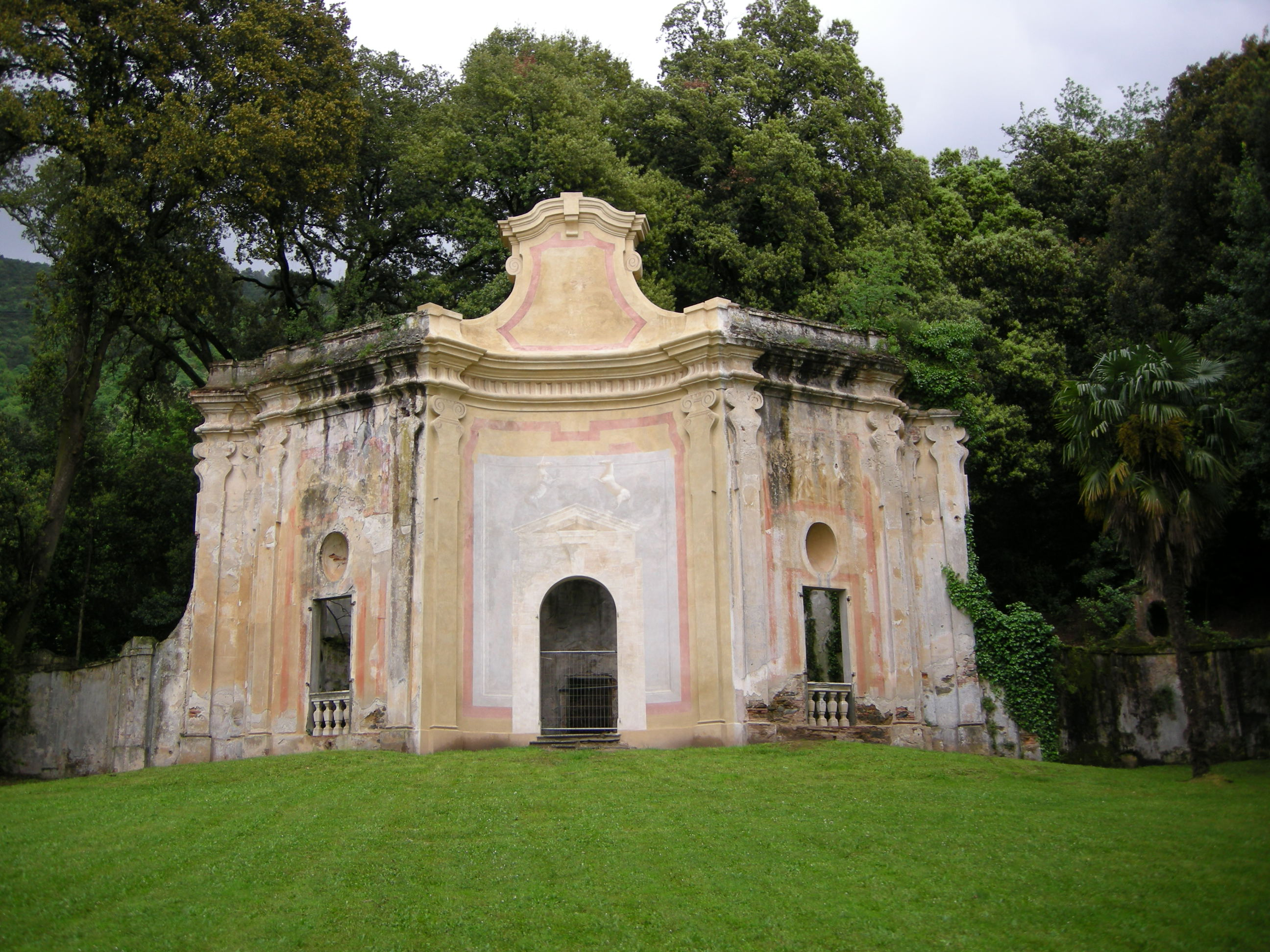
La Kaffeehaus di Corliano, Villa di Corliano, San Giuliano Terme (PI), XVIII secolo
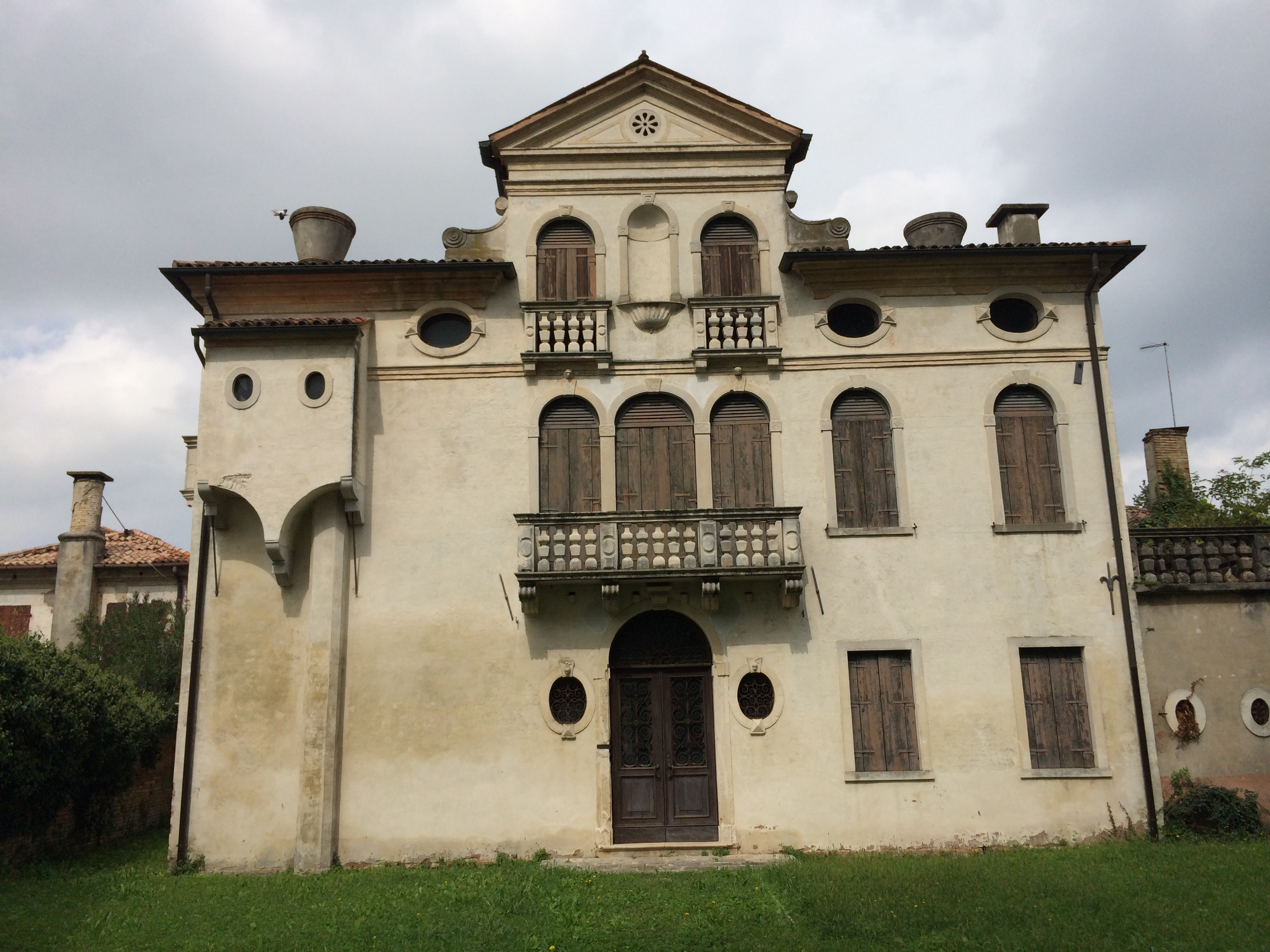
La coffee house di Villa Pisani, XVIII secolo, Stra (VE)
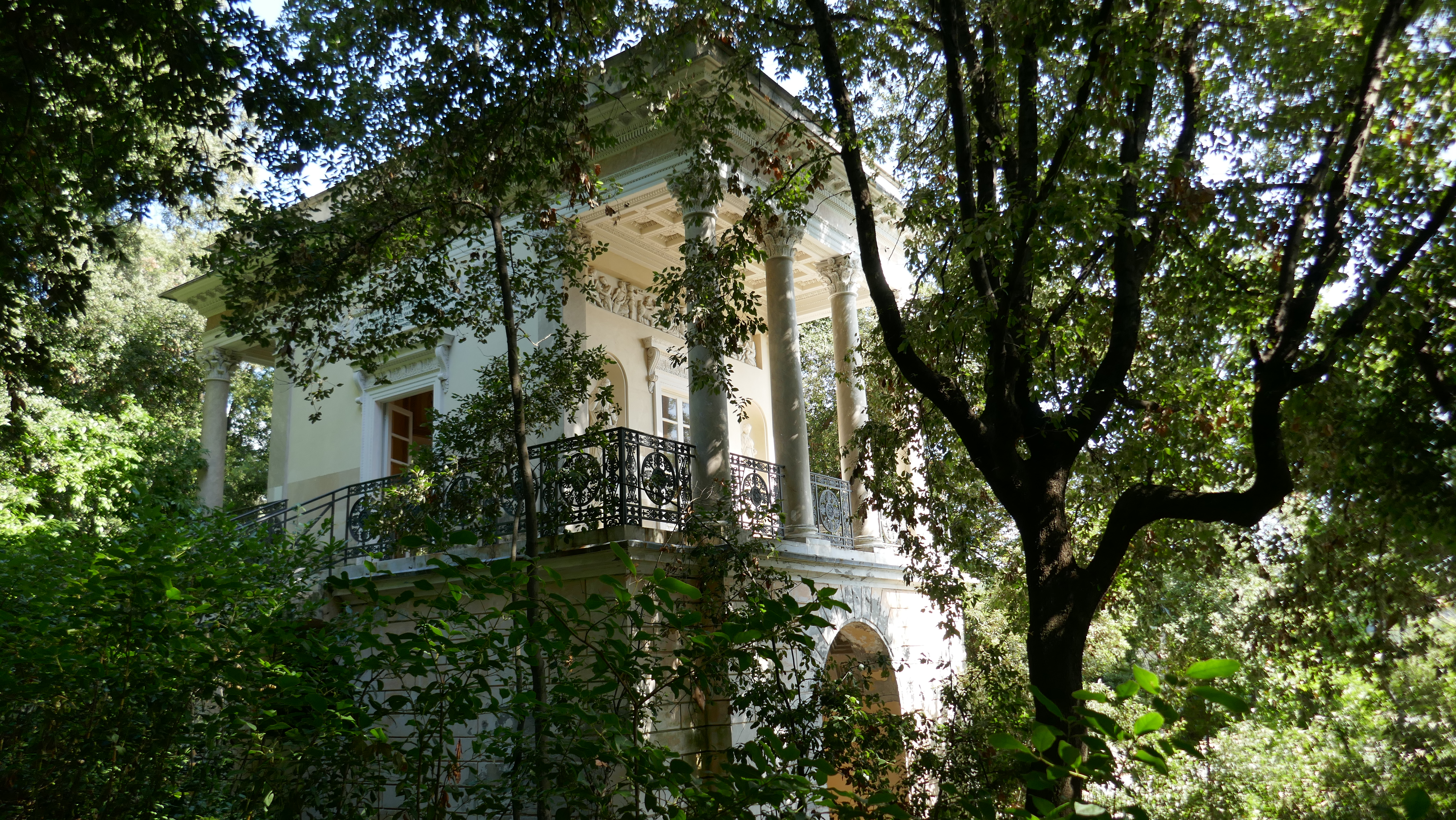
La neoclassica coffee house di Villa Durazzo-Pallavicini, fine del XVIII secolo, Genova, Pegli
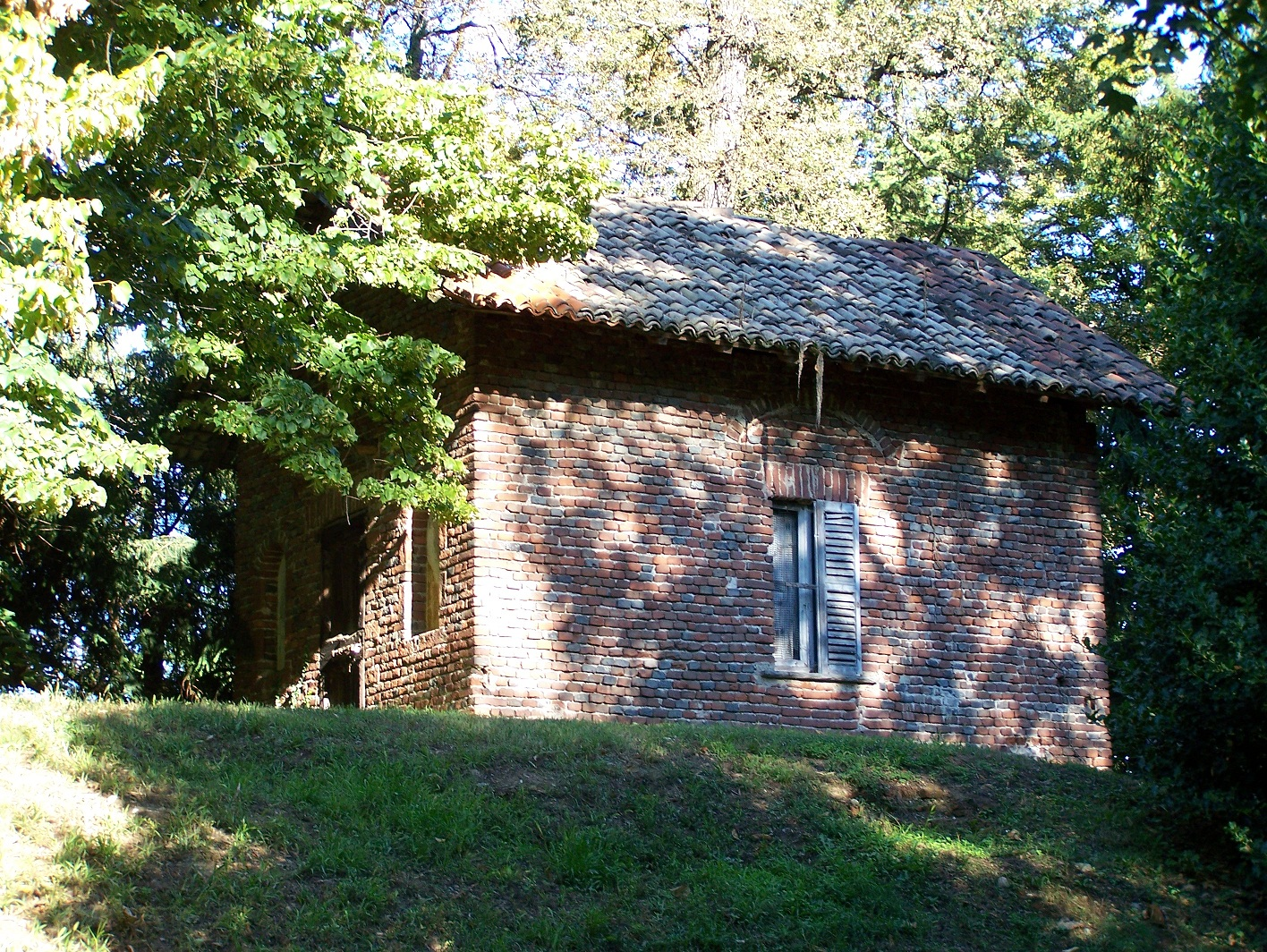
La coffee house di Villa Annoni, inizio del XIX secolo, Cuggiono (MI)